# Tabanus caeculus
Tabanus caeculus är en tvåvingeart som beskrevs av Müller 1776. Tabanus caeculus ingår i släktet Tabanus och familjen bromsar.
Artens utbredningsområde är Norge. Inga underarter finns listade i Catalogue of Life.